# Anton Graff (Oberkreisdirektor)
Anton Graff (geboren am 28. Juli 1900 in Köln; gestorben am 19. Juni 1974 ebenda) war 1947/1948 Oberkreisdirektor des Kreises Schleiden.

## Leben

### Herkunft und Ausbildung
Anton Graff war ein Sohn des Oberpostsekretärs Heinrich Graff (geboren am 27. Oktober 1861 in Kürrenberg; gestorben am 24. Januar 1931 in Köln; verheiratet am 18. August 1893 in Eupen) aus dessen Ehe mit Maria Berta Graff, geborene Mattar (geboren am 18. Juli 1868 in Eupen; gestorben am 12. September 1949 in Köln-Lindenthal). Anton Graff hatte einen Bruder, Karl, 1931 als Privatlehrer in Köln tätig, ist er auch in den Folgejahren als Lehrer in Köln nachweisbar.

### Werdegang
Der Kölner Graff studierte nach dem Besuch eines Gymnasiums Rechts- und Staatswissenschaften. Seine Studien schloss er nach Ablegung des ersten und zweiten juristischen Staatsexamens im Jahr 1925 mit der Promotion zum Dr. rer. pol. ab. Seine Arbeit trug den Titel: Der Lehrling in der Industriearbeit. Ein Beitrag zur Schulung und Erziehung des Arbeitsnachwuchses. Nachfolgend betätigte er sich als Vereins- (1927, 1933), Verbands- (1929, 1930) bzw. Bezirkssekretär (1931) einer nicht näher bekannten Organisation, bevor er im Weiteren als Versicherungsinspektor (1935), „Angestellter“ (1938) oder als Treuhänder (1939, 1941/42) belegt ist. Dabei wohnte er bis etwa 1938 im elterlichen Haus, Dagobertstr. 22 in der Altstadt-Nord, bevor er nach Nippes in die Auerstr. 2 verzog, wo er auch noch um 1943 lebte. Nach Ende des Zweiten Weltkriegs war er zunächst als Angestellter in Diensten der auf den Vellerhof bei Blankenheim ausgelagerten Kreisverwaltung Schleiden.
Bei Umsetzung der Aufteilung der bisher auf den Landrat vereinten Aufgaben auf einen hauptamtlichen Oberkreisdirektor und einen nebenamtlichen Landrat wurde der seit März 1945 amtierende Landrat Bruno Klausener als Landrat bestätigt und die neu eingerichtete Stelle des Oberkreisdirektors zum 1. April 1946 auf Anton Graff übertragen.:S. 530. Nach einjähriger Amtszeit am 1. April 1947 durch den Kreistag erstmals gewählt,:S. 545. bestätigte der Kreistag in einer weiteren Wahl Graffs Funktion und wählte ihn am 3. Juni 1947 auf 12 Jahre als Oberkreisdirektor.:S. 548. Graff trat jedoch bereits am 11. November 1948 zurück, zu seinem Nachfolger wurde Felix Gerhardus gewählt.:S. 548. Er kehrte nach Köln zurück, wo er um 1949/1952 in der Siebengebirgsallee 90 wohnte. Dort starb 1949 auch seine Mutter. Von nun an, bis zu seinem Tod 1974, betätigte Graff sich als Steuerberater.
Anton Graff heiratete am 22. März 1927 in Köln Agnes Maria Graff, geborene Leufen.